# 雷金纳德·戴尔
雷金纳德·爱德华·哈里·戴尔（英語：Reginald Edward Harry Dyer，1864年10月9日—1927年7月23日），是英国驻印度的准将，1919年4月13日他未事先警告，就指挥军队向印度人民开枪从而引发了阿姆利則慘案，事件造成上千人伤亡，至少379人被杀，被后世称为“阿姆利则屠夫”。